# The Latin Brothers
The Latin Brothers ist eine kolumbianische Salsagruppe von weltweiter Bekanntheit, die heute von Rafael Benitez geleitet wird.

## Werdegang
Die Latin Brothers wurden in den 1960er Jahren von den Brüdern Pedro und José María Fuentes gegründet. Sie wurden bald in der Musikrichtung Salsa und karibische Musikstile bei der hispanischen Bevölkerung in New York City bekannt. 1974 erschien ihr erstes Album „El Picotero“, welches von Píper Pimienta Díaz gesungen wurde. Aktueller musikalischer Direktor ist Julio Ernesto Estrada López (* 10. September 1973), welcher bereits bei Bands wie Sonora Carruseles, Sonora Dinamita, Banda la Bocana und Fruko y sus Tesos aktiv war. Weitere namhafte Bandmitglieder sind Alfredo de la Fé, Will Pertuz, Yorthley Rivas, Cariaco, Piper Pimienta und Joseíto Martínez. Zu ihren bekanntesten Hits gehören „A la Loma de la Cruz“ (1974), „Dale al Bombo“ (1975), „Buscándote“ (1975), „Patrona de los Reclusos“ (1975), „Las Caleñas son como las Flores“ (1975), „Sobre las Olas“ (1986), „Las Calaveras“ (1988) und „Salsa de la Soledad“ (1990).

## Diskografie
- El Picotero (1974)
- Dale al Bombó (1975)
- Te Encontré (1976)
- Suavecito, Apretaito (1978)
- En su Salsa (1979)
- The Latin Brothers 80 (1980)
- El Culebro (1981)
- Para bailar con The Latin Brothers (1986)
- The Latin Brothers en el Caribe (1987)
- Salsa y Son Caribe (1988)
- La Negra quiere (1989)
- Sucesos (1990)
- Nuestra salsa (1991)
- The Latin Brothers (1994)
- Renaciendo (1997)
- Lo más sabroso (1999)
- Piper Pimienta Diaz - Homenaje (1999)
- 16 Grandes éxitos de la Salsa (2000)
- The Latin Brothers: Historia Musical (2003)
- Los 100 mejores de The Latin Brothers (2004)
- Grandes Éxitos De La Salsa - The Latin Brothers (2005)

## Sänger
- Piper Pimienta Diaz
- Joe Arroyo
- John Jairo
- Gabino Pampini
- Wilson Saoko
- Víctor Meléndez
- Joseito Martínez
- Brigido "Macondo" Chaverra
- Juan Carlos Coronel
- Charlie Gomez
- Will Pertuz